# The Gold - Best of Convention 2017
The Gold - Best of Convention 2017 è il ventiquattresimo album dal vivo del gruppo musicale britannico Marillion, pubblicato il 19 dicembre 2017 dalla Racket Records e dalla Intact Records.

## Tracce
1. Hotel Hobbies (Chile) – 3:18
2. Warm Wet Circles (Chile) – 4:14
3. That Time of the Night (Chile) – 6:06
4. House (The Netherlands) – 9:30
5. White Paper (Poland) – 7:52
6. Beyond You (Holland) – 6:09
7. Estonia (Poland) – 7:23
8. Faith (UK) – 3:53
9. The Leavers (UK) – 19:53

## Formazione
- Steve Hogarth – voce
- Steve Rothery – chitarra
- Pete Trewavas – basso, cori
- Mark Kelly – tastiera
- Ian Mosley – batteria